# Лопес, Фабио
Фабио Лопес (итал. Fabio Lopez; 17 июля 1972, Рим, Италия) — итальянский футбольный тренер.

## Карьера
Воспитанник "Рома". В качестве футболиста провел два года в качестве вратаря в любительской команде "Аджиатезе". Став тренером, Лопес долгое время работал в академии "Ромы". После ухода оттуда Лопес трудился скаутом в "Аталанте" и "Фиорентине".
В 2007 году итальянец начал самостоятельную тренерскую карьеру в Литве. Там он возглавил клуб А Лиги "Банга". Затем он руководил другой местной командой "Шяуляй", но после серии поражений итальянец был отправлен в отставку.
С 2010 года специалист развивает футбол в азиатском регионе. Он работал с коллективами из Индонезии, Малайзии, Мальдив, Омана. Два года итальянец тренировал резервный состав аравийского "Аль-Ахли". Кроме того, Лопес был наставником сборной Бангладеш во время отборочного турнира к Чемпионату мира 2018 года в России.